# Xuân Vinh
Xuân Vinh là một xã thuộc huyện Xuân Trường, tỉnh Nam Định, Việt Nam.
Xã Xuân Vinh có diện tích 7,84 km², dân số năm 1999 là 10762 người, mật độ dân số đạt 1373 người/km².